# 吉尔吉斯斯坦驻华大使馆
吉尔吉斯共和国驻中华人民共和国大使馆，简称吉尔吉斯斯坦驻华大使馆，是吉尔吉斯共和国在中华人民共和国的最高外交代表机构。馆址位于中国北京市朝阳区霄云路18号京润水上花园别墅H区10/11号。

## 历史
1992年1月5日，吉尔吉斯斯坦与中华人民共和国建交。1993年，吉尔吉斯斯坦驻华大使馆在北京开馆。